# Liu Guimei
Liu Guimei (xinès simplificat: 刘桂美, pinyin: Liú Guìměi; República Popular de la Xina, 15 de juliol de 1958) és una productora cinematogràfica xinesa, coneguda per haver produït la pel·lícula d'animació de Shanghai Meishu Dianying Zhipianchang, Nezha Nao Hai.